# Marduk-zakir-shumi II
Marduk-zakir-shumi II o Marduk-zakir-šumi II va ser rei de Babilònia durant un període curt de l'any 703 aC.
Era un funcionari assiri, probablement un governador provincial, que va assumir el poder quan els babilonis van expulsar Sennàquerib del tron. No va estar gaire temps al poder, potser un mes. Va voler expulsar els assiris del seu regne i amb l'exèrcit va entrar en guerra contra ells. Va morir en la batalla, i llavors el rei Marduk-Apal-Iddina II sortint del seu refugi a les regions pantanoses, es va apoderar breument del tron.